# Georgia Ponsonby
Georgia Ponsonby (Gisborne, 14 dicembre 1999) è una rugbista a 15 neozelandese, tallonatrice per Canterbury e campionessa mondiale con le Black Ferns nel 2022.

## Biografia
Nativa di Gisborne e cresciuta in una famiglia di allevatori a Taihape, originariamente praticava netball prima di iscriversi alla Feilding High School dove un insegnante gallese, Rob Jones, l'avviò al rugby a 12 anni.
Dopo il diploma entrò nei ranghi della provincia rugbistica di Manawatu e poi fu all'università di Lincoln per gli studi in economia e, successivamente, di gestione del territorio e delle proprietà immobiliari.
Nel 2018 fu a Canterbury, provincia con la quale vinse tre edizioni consecutive di campionato dal 2018 al 2020.
Dal 2021 milita nella neoistituita franchise professionistica Matatū che dal 2022 partecipa al nuovo Super Rugby Aupiki, versione femminile del Super Rugby Pacific.
Del novembre di tale anno è l'esordio internazionale, a Pau contro la Francia.
Convocata alla Coppa del Mondo 2021, tenutasi con un anno di ritardo per via della pandemia di COVID-19, Ponsonby prese un permesso non pagato dalla banca dove lavora come tirocinante.
Nel torneo mondiale, tenutosi in Nuova Zelanda, le Black Ferns giunsero fino alla finale con l'Inghilterra e vinsero 34-31, grazie anche a una sua meta, la sua prima internazionale.

## Palmarès
- Coppe del mondo: 1
Nuova Zelanda: 2021
- Super Rugby Aupiki: 1
Matatū: 2023
- Farah Palmer Cup: 4
Canterbury: 2018, 2019, 2020, 2022